# Direito de passagem inocente
O direito de passagem inocente, estabelecido no artigo 3º da Lei 8.617/93, consiste no fato de uma embarcação, de qualquer nacionalidade, cruzar o mar territorial brasileiro, sem tê-lo como porto de partida ou de chegada. O que não significa dizer que será impossibilitado o deslocamento ou parada em nosso território em virtude de algum procedimento incidente a ser realizado, não necessitando de autorização do Governo Brasileiro.
Importante destacar que o direito de passagem inocente diz respeito apenas às embarcações, não sendo possível sua aplicação às aeronaves. Todas as rotas aeronáuticas que cruzam o espaço aéreo nacional necessitam de autorização do Governo Brasileiro para a sua utilização.[carece de fontes?]
Lei 8.617/93 - Dispõe sobre o mar territorial, a zona contígua, a zona econômica exclusiva e a plataforma continental brasileiros, e dá outras providências.

Art. 3º É reconhecido aos navios de todas as nacionalidades o direito de passagem inocente no mar territorial brasileiro.
§ 1º A passagem será considerada inocente desde que não seja prejudicial à paz, à boa ordem ou à segurança do Brasil, devendo ser contínua e rápida.
§ 2º A passagem inocente poderá compreender o parar e o fundear, mas apenas na medida em que tais procedimentos constituam incidentes comuns de navegação ou sejam impostos por motivos de força ou por dificuldade grave, ou tenham por fim prestar auxílio a pessoas a navios ou aeronaves em perigo ou em dificuldade grave.

§ 3º Os navios estrangeiros no mar territorial brasileiro estarão sujeitos aos regulamentos estabelecidos pelo Governo brasileiro.
O termo passagem inocente significa a possibilidade de uma embarcação (não aeronave) passar em território de um pais sem a autorização.
É necessário diferenciar autorização de comunicação.
  - Autorização é quando é solicita permissão.
  - Comunicação é o ato de informar ao estado.
A passagem de inocente gera diversos efeitos a depender da lei de cada país e também a zona pela qual se está passando.

Como regra navios (turista) de todas as nacionalidades o direito de passagem inocente.
Nas aguas interiores o Brasil pode impedir a passagem de inocente.

No mar territorial como regra tem o direito de passagem inocente, não precisando de autorização, mas necessitando de comunicação. Porém com exceção o Brasil pode impedir a passagem de inocente. Espaço aéreo não comporta direito de Passagem de inocente.